# Koffiezuur
Koffiezuur of 3,4-dihydroxykaneelzuur is een organische verbinding met als brutoformule C9H8O4. In zuivere toestand is het een okergeel kristallijn poeder, dat slecht oplosbaar is in water. Het carbonzuur komt in hoge concentraties voor in koffie: één kopje kan 25 tot 75 mg koffiezuur bevatten.

## Synthese
Koffiezuur kan verkregen worden door hydroxylering van 4-cumaarzuur of door demethylering van ferulazuur. 

## Voorkomen
Koffiezuur is een intermediair in de biosynthese van vanilline en lignine. Het wordt aangetroffen in de bast van de blauwe gomboom (Eucalyptus globulus) en in de bladeren van de grote vlotvaren (Salvinia molesta). Verder is het een van de bestanddelen van olijf- en arganolie.

## Eigenschappen en toepassingen
Koffiezuur is een typische antioxidant en is zowel in vitro als in vivo werkzaam. Verder is ontdekt dat het carbonzuur via een oxidatief mechanisme een inhibiterend effect heeft op de proliferatie van menselijke kankercellen.
Zoals de meeste kaneelzuurderivaten wordt ook koffiezuur gebruikt als matrix voor MALDI-analyses.